# シロバナノヘビイチゴ
シロバナノヘビイチゴ（白花の蛇苺・白花蛇苺、学名: Fragaria nipponica ）は、バラ科オランダイチゴ属の多年草。別名、モリイチゴ、ヤクシマシロバナヘビイチゴ。

## 分布と生育環境
日本では、本州の東北地方南部から中部地方まで、および屋久島に分布する。山地帯から高山帯下部の、日当たりの良い深山の高原や草地に自生する。アジアでは、済州島、樺太に分布する。 

## 特徴
多年生の草本。高さは10 - 30センチメートル (cm) 。根茎は肥厚し、枝はよく分枝し、長い匍匐枝を伸ばし、地をはう。
葉は根生して叢生し、長い葉柄をもった三出複葉で3小葉からなる。小葉は倒卵形から長楕円形で長さ2 - 4 cm、各小葉は側脈が目立ち、縁には鋭い鋸歯があり、裏面には伏毛がある。葉柄と花茎に開出毛がある。
花期は5 - 7月。株の中心から1本の長い花茎を出し、細い花茎の先端に白い5弁の花を少数つける。小花柄の毛はやや斜上し、果時には湾曲して下向きに果実（果床）をつける。花は白色で径15 - 20ミリメートル (mm) 、円い花弁は5個で、萼片、副顎片も5個になる。雄蕊は黄色で長さ3 - 4 mmになる。花後は花托が大きく膨らみ、径1 cmの球形から卵形の偽果（集合果）となって赤熟し、食用になる。

## 食用
赤く熟した集合果（偽果）を生食する。一般に広く栽培されているイチゴ（オランダイチゴ）に近い種であり、食味はおいしいと評される。実は小さいため、数多く採取しないと量を得るのはむずかしいが、ジャムや果実酒に加工してもよいといわれている。